# 多利尼翁
多利尼翁（法語：Dolignon，法語發音：[dɔliɲɔ̃]）是法国上法蘭西大區埃纳省的一个市镇，属于拉昂区。

## 地理
多利尼翁（49°43'52"N, 4°5'3"E）面积3.38 平方千米，位于法国上法蘭西大區埃纳省，该省份为法国北部内陆省份，北起北部省，西接索姆省和瓦兹省，东临阿登省和马恩省，西南至塞纳-马恩省，东北部与比利时接壤。
与多利尼翁接壤的市镇（或旧市镇、城区）包括：阿尔雄、谢里莱罗祖瓦、蒂耶拉什地区莫尔尼、圣热讷维耶沃。

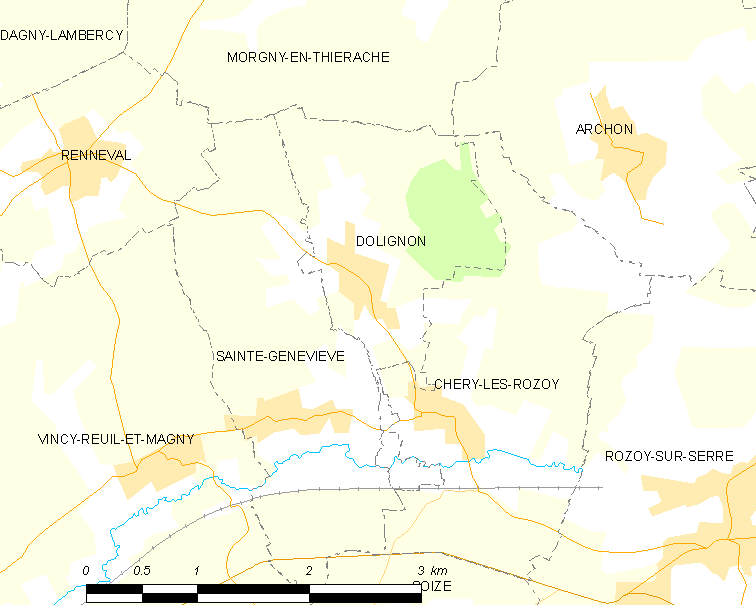
多利尼翁的OSM定位图

多利尼翁的时区为UTC+01:00、UTC+02:00（夏令时）。

## 行政
多利尼翁的邮政编码为02360，INSEE市镇编码为02266。

## 政治
多利尼翁所属的省级选区为韦尔万县。

## 人口

1962-2008年间多利尼翁人口变化图示

多利尼翁于2022年1月1日时的人口数量为35人。